# کارآگاه (فیلم ۱۹۵۴)
کارآگاه (انگلیسی: Detective) یک فیلم محصول آرژانتین به کارگردانی Carlos Schlieper است که در سال ۱۹۵۴ منتشر شد.